# Heart of the Sunrise
Heart of the Sunrise – utwór grupy Yes, z albumu Fragile. Został napisany przez Jona Andersona, Billa Brudforda i Chrisa Squire’a. Udział w tworzeniu niektórych fragmentów miał również Rick Wakeman, chociaż nie został wymieniony wśród twórców na okładce albumu.
Utwór należy do najczęściej granych z repertuaru Yes na koncertach (łącznie ponad 750 razy w latach 1971–2003). Prawie nie był odtwarzany przez stacje radiowe ze względu na długość (11:27), ale znalazł się na wielu albumach kompilacyjnych i koncertowych grupy, w tym na Yessongs i Classic Yes.
Sean Murphy z portalu PopMatters zaliczył „Heart of the Sunrise” do 25 najlepszych progresywnych utworów wszech czasów.
Utwór został wykorzystany w filmie Oko w oko z życiem Vincenta Gallo.

## Wersje koncertowe
Nagrania utworu z koncertów można znaleźć na albumach:
- Yessongs
- Yes – Symphonic Live
- The Word is Live
- Yesyears
- An Evening of Yes Music Plus
- Live at Montreux 2003

Wykonania na żywo zwykle były niemal identyczne z wersją studyjną, z różnicami jedynie w użytych instrumentach oraz wstępach.

## Twórcy
Źródło
- Jon Anderson – śpiew
- Bill Bruford – perkusja
- Steve Howe – gitara
- Chris Squire – gitara basowa, wokal wspierający
- Rick Wakeman – keyboard